# Focke-Wulf Fw 190
Focke-Wulf Fw 190 är ett tyskt jaktflygplan från Focke-Wulf som användes under andra världskriget. Flygplanet som konstruerades av Kurt Tank betraktas allmänt som ett av Luftwaffes främsta jaktplan och var enligt många bedömare andra världskrigets främsta jaktplan. Planet byggdes i ett flertal varianter, däribland jaktbombplans-, torped- och höghöjdsvarianter; sammanlagt tillverkades fler än 20 000 exemplar. Tidiga versioner av flygplanet drevs av en stjärnmotor, men de senare var i stället utrustade med en V-motor.

## Utveckling

### Ursprunget
Europeiska jaktplan från 1930-talets mitt hade nästan helt frångått stjärnmotorer eftersom det antogs att dessa motorers stora diameter skapade alltför stort luftmotstånd, vilket skulle sänka dess jaktplans topphastighet. De flesta europeiska jaktplan från denna tid hade därför istället radmotorer, som exempelvis Messerschmitt Bf 109, Supermarine Spitfire, Hawker Hurricane och Morane-Saulnier MS.406.
I Tyskland hölls 1934–1935 en stor uttagning för jaktplan, där Arado, Focke-Wulf, Heinkel och Messerschmitt deltog med var sitt jaktflygplan. Messerschmitt vann i slutändan kontraktet med sin Bf 109, och planet sattes i produktion som Tysklands standardjaktplan. På grund av produktions- och reservdelsfördelarna med en standardiserad konstruktion var planen initialt att Bf 109 skulle förbli det Luftwaffes enda enmotoriga jaktplan framöver, men RLM kontaktade redan 1937 Focke-Wulf med en förfrågan om ett nytt, ensitsigt och enmotorigt jaktplan. Anledningen till detta är inte helt klarlagd, men accepterade teorier innefattar bland annat att RLM var oroliga att Bf 109 inte skulle tillverkas i tillräckligt hög takt, eller att Focke-Wulf hade kapacitet för ytterligare tillverkning som inte utnyttjades.
Kurt Tank, som var ingenjör och designer på Focke-Wulf från 1931, trodde dock på stjärnmotorns fördelar. En stjärnmotor skulle skilja sig från en radmotor inte bara på grund av sin cylinderkonfiguration, utan även eftersom stjärnmotorn skulle vara luftkyld medan radmotorn var vätskekyld. Att eliminera vätskekylningen som komponent skulle både göra motorn enklare att tillverka, men även ge den större resistens mot fiendeeld, eftersom en träff i en radmotors kylsystem innebär en läcka som, beroende på läckans omfattning, förr eller senare leder till motorhaveri. På grund av detta, samt att RLM inte behövde ytterligare ett plan med DB 601-motorn, som det redan vid denna tidpunkt var brist på, var Ernst Udet en stor förespråkare för ett nytt jaktplan med stjärnmotor. Kurt Tank själv resonerade följande när det kom till det nya jaktplanets konstruktion:
| ”           | När vi påbörjade arbetet med Fw 190, var Bf 109 och den brittiska Supermarine Spitfire de snabbaste jaktplanen i världen. Båda var högprestandaplan, som kombinerade den kraftfullaste motorn med den minsta möjliga flygkroppen, där beväpning mest sekundärt influerade konstruktionen och kan jämföras med en galopphäst, som, med bra foder och en bra, slät bana, kan vara överlägsna allt motstånd. Men så fort banan blir ojämnare tenderar de att 'snubbla'. Under första världskriget tjänstgjorde jag i kavalleriet och infanteriet och såg de svåra förhållanden under vilka utrustning och beväpning behövde fungera effektivt. Jag blev därför övertygad om att under en framtida konflikt skulle en ny typ av jaktplan ha viktiga uppgifter att fylla. Exempelvis kunna flygas från dåligt förberedda flygfält, av piloter med låg erfarenhetsnivå och underhållas av markpersonal med kort utbildning. Med denna bakgrund konstruerades Fw 190, som inte skulle bli en galopphäst, utan en kavallerihäst. | „ |
| – Kurt Tank | |   |

Den äldsta ritningen av Fw 190 V1, den första prototypen, är daterad 18 juli 1938. Vid denna tidpunkt var den planerade beväpningen fyra kulsprutor och ritningen följdes av en fullskalig trämodell. RLM beställde efter inspektion tre prototyper från Focke-Wulf.

### Konstruktionen

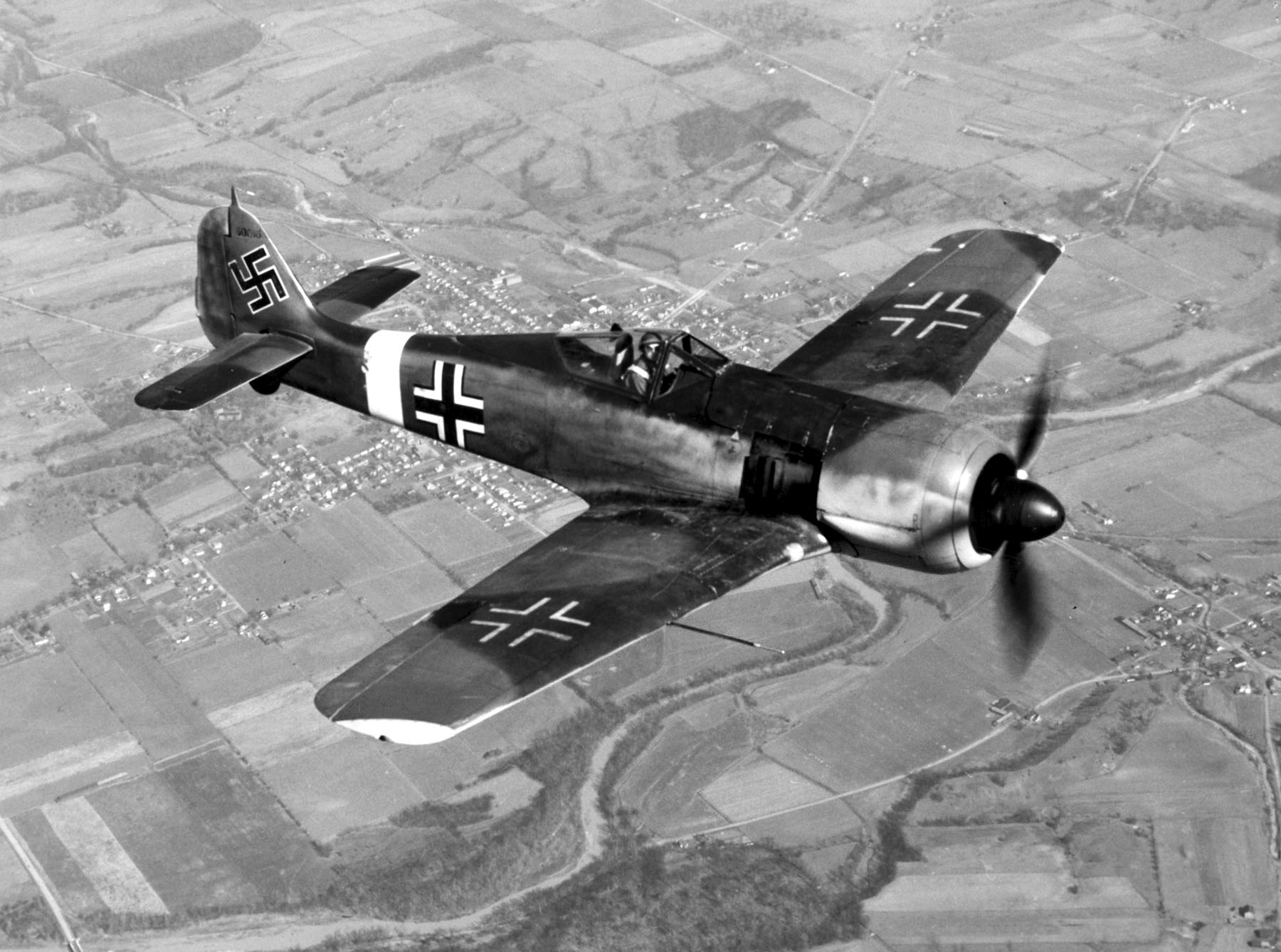

Fw 190 var ett ensitsigt, lågvingat helmetallplan. Hela konstruktionen genomsyrades av tidigare beskrivna filosofi, där slitstyrka, tålighet och enkelhet, båda i form av underhåll och tillverkning, stod i fokus. Det infällbara landningstället var brett och mycket starkt, konstruerat för att hålla vid en landning där planet slår i marken med en nedgång på 4,5 m/s, vilket var dubbla gentemot vad som vanligen krävdes. Det breda landningsstället gjorde även att planet var lättare att kontrollera på marken, speciellt på ojämnt underlag, vilket i sin tur ledde till färre olyckor. 
Bränslet hölls i två självtätande tankar placerade under förarkabinen. Beväpningen bestod till en början av fyra 7,92 mm kulsprutor, två placerade i nosen ovanför motorn och två placerade i vingrötterna, alla fyra synkroniserade för att skjuta mellan propellerbladen. Från och med tredje prototypen var landningsstället, klaffarna och beväpningen (både laddningen och avfyrningen) elektriskt kontrollerade, snarare än med hydraulik som var vanligare vid denna tid, detta eftersom Kurt Tank menade att de elektriska systemen var mer slitstarka och mindre känsliga för fiendeeld än hydrauliska system. 
Vingarna var byggda för att tåla mycket höga G-krafter samt höga hastigheter under dykningar. Hela flygplanet var mycket aerodynamiskt stabilt, och mycket få roderkorrigeringar behövde göras under flygning, detta för att underlätta för piloten. Precis som Bf 109 och många andra tyska jaktplan vid denna tid hade Fw 190 relativt hög vingbelastning. Detta gav planet möjlighet till mycket hög dykhastighet och lägre luftmotstånd, därav högre topphastighet, men även sämre manöverbarhet och högre överstegringshastighet.
Stort fokus lades vid att Fw 190 skulle vara enkelt att underhålla i fält. Exempelvis fanns det separationspunkter runtom flygplanskroppen, så att exempelvis hela motorn eller stjärten kunde bytas ut under relativt kort tid.

### Motorn
Huvudartikel: BMW 801
Den första motorn att användas i Fw 190 var BMW 139, en 14-cylindrig, tvåradig, luftkyld stjärnmotor. Ganska snart byttes denna ut mot BMW 801, som blev den motor som Fw 190 skulle drivas av fram till Dora-varianten av Fw 190, då planet fick en V12 radmotor (se "Fw 190 D" i denna artikel). BMW 801 hade samma konfiguration som BMW 139, och var därför även den luftkyld. 
I en radmotor blir cylindertopparna varmast, och för att förse dessa med tillräcklig kylning lämnas ofta hela nosen "öppen" för att maximera flödet av luft. Detta ger dock mycket högt luftmotstånd, vilket sänker flygplanets prestanda. För att undvika detta gavs Fw 190 en avsmalnande nos med en ring runt cylindertopparna, vilket även ökade luftkylningens effektivitet eftersom denna design ökade luftens hastighet när den flödade genom ringens öppning.

### Dora
Stjärnmotorn BMW 801 hade sina tydliga fördelar som tidigare nämnts, men den hade också nackdelar. Förutom det högre luftmotståndet jämfört med radmotorer, visade det sig att motorn saknade tillräcklig prestanda på högre höjder (6 000 meter och uppåt). RLM kallade i maj 1942 representanter från Focke-Wulf för att diskutera potentiella lösningar på detta problem, som blev speciellt märkbart när de allierades bombräder intensifierades över Tyskland 1943 och framåt, då dessa bombflygplan utförde sina uppdrag på höga höjder.
För att bekämpa dessa högt flygande fiender behövde Luftwaffe ett jaktplan med bättre prestanda vid över 6 km höjd, vilket ledde till Fw 190 C. Detta var i grunden en experimentell Fw 190 A som utrustats med bland annat en turboladdad Daimler-Benz DB 603, samt en längre flygkropp för att behålla tyngdpunkten som flyttats med den nya motorn och dess turboladdare. Denna modell togs fram för att undersöka möjligheten att bygga en höghöjdsvariant av Fw 190. 
C-varianten visade sig ha problem med turboladdaren, och en annan variant togs därför fram som skulle använda en annan radmotor, Junkers Jumo 213, som var en inverterad, vätskekyld 12-cylindrig motor. Junkers motorn var kompressorladdad med en tvåstegs kompressor med två olika varvtal. Denna variant skulle heta Fw 190 D, Dora. Efter att denna modell visat stora potential övergavs Fw 190 C.
Kurt Tank hade under 1943 påbörjat utvecklingen av Ta 152, som var en i grunden ny konstruktion men som utnyttjade flera av de fördelar och konstruktionsprinciper som fanns hos Fw 190, och de två planen skulle därför komma att ha en viss likhet. Introduktionen av Ta 152 skulle dröja, varför Fw 190 D utvecklades som en tillfällig lösning tills Ta 152 kunde sättas i storskalig produktion. 

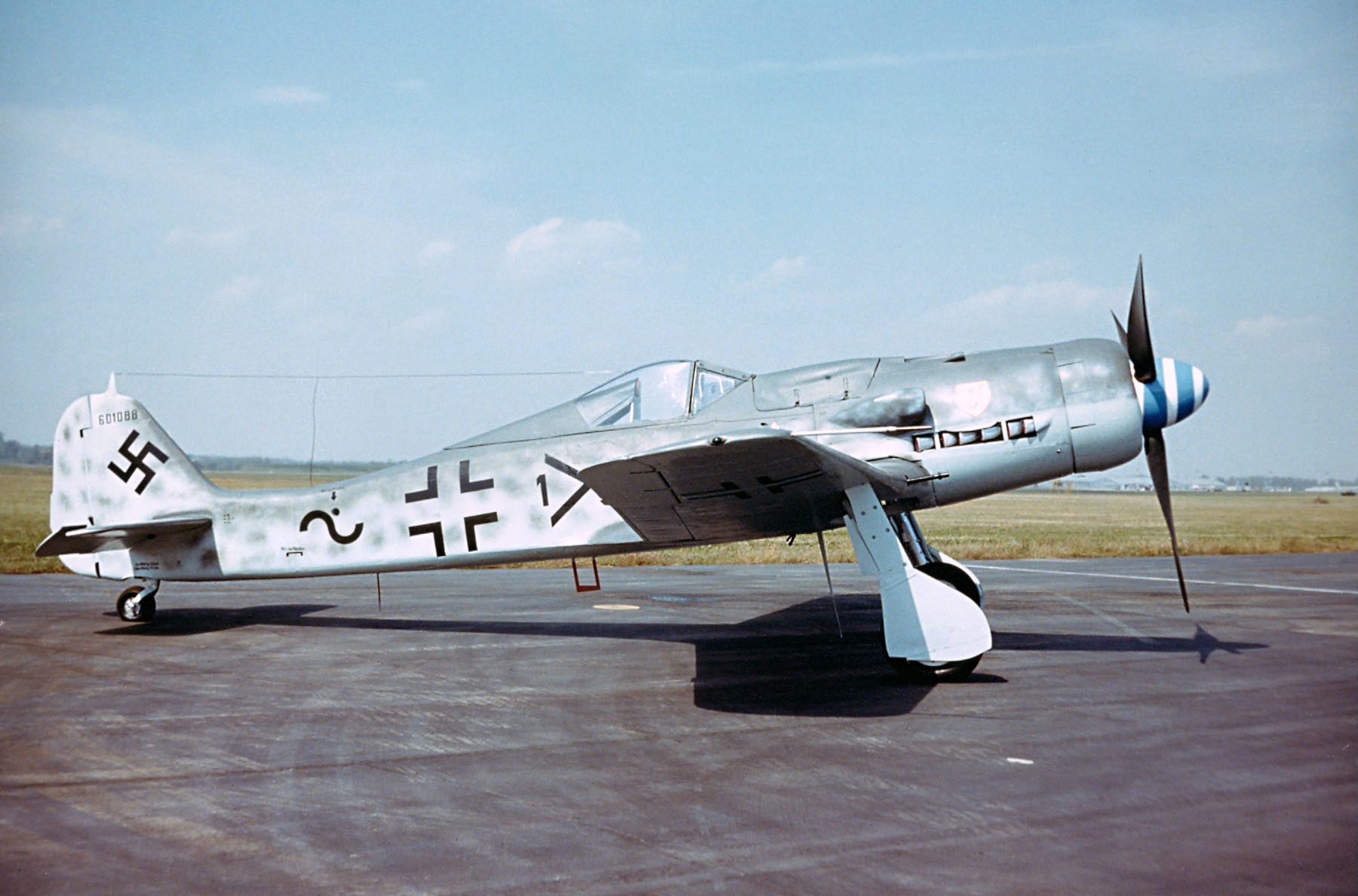
Fw 190 D-9, fotograferad efter krigsslutet. Den nya motorn gav Fw 190 en längre och smalare nos som tydligt syns på bilden.

Den Jumo 213 som Fw 190 D använde sig av producerade till en början 1 776 hästkrafter, med möjligheten att nå 2 240 hk vid användning av MW 50. Denna motor var betydligt längre än den tidigare stjärnmotorn, men mindre i diameter, planet anpassades och fick en nos som var smalare och längre. För att motverka den förflyttade tyngdpunkten gjordes stjärtpartiet längre, och i slutändan var planet drygt 1,5 meter längre än det ursprungliga planet med stjärnmotor. Fw 190 D fick på grund av sitt nya utseende smeknamnet "Langnasen-Dora", eller bara "Langnasen" vilket ungefär kan översättas till "Långnos-Dora" respektive "Långnosen". Andra ändringar från A-modellen av Fw 190 inkluderade:
- Större vertikal stabilisator
- Något större horisontell stabilisator
- Större hjul för landningsstället
- Förstärkta motorfästen

Den första Dora-varianten som sattes i serieproduktion var D-9, denna hade samma vingar, radio och elektronik som A-modellen. Fw 190 D-9 hade en topphastighet på 686 km/h vid 6 600 meters höjd (och 692 km/h på 11 300 m), snabbare än Fw 190 A-8 med sina 652 km/h, och var beväpnad med två 20 mm automatkanoner i vingrötterna (500 skott/akan) samt två 13 mm kulsprutor ovanför motorn (475 skott/ksp).
Flera utvecklingar av Dora gjordes, D-11, D-12, D-13 och D-14, men ingen av dessa gick i serieproduktion.

## Användning

### Introduktion

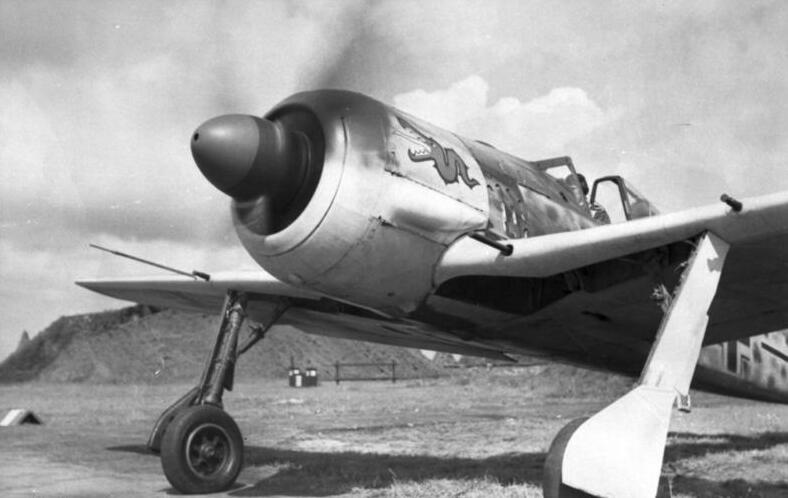
Fw 190 A-3 fotograferad sommaren 1942

Fw 190 A gick som första produktionsvariant i aktiv tjänst från och med augusti 1941 på västfronten. De allierade piloterna började komma med rapporter om det nya tyska jaktflygplanet med stjärnmotor, men dessa möttes med skepticism av rapporternas mottagare, som initialt trodde att det rörde sig om erövrade flygplan, inte en helt ny tysk konstruktion. 
Det mest kapabla allierade jaktplanet vid denna tidpunkt var Spitfire Mk. V, vilken Focke-Wulf var överlägsen i samtliga kategorier utom svängradie. Det nya tyska jaktplanet var både snabbare, betydligt bättre bestyckat, och mer manöverbart med undantag för tidigare nämnda svängradien. De allierades förluster i luften steg och luftherraväldet över engelska kanalen tappades, RAF skyndade för att få fram ett konkurrenskraftigt jaktplan för att möta Fw 190.
Som en interim lösning valde man att "klippa" vingarna på Spitfire Mk V. De nya vingarna hade kortare spännvidd, vilket gav det brittiska jaktplanet bättre roll och snabbare dykning, så att Spitfire enklare skulle ha större chans att undkomma en efterföljande Fw 190. Denna lösning var dock inte optimal, och Fw 190 A och Spitfire kunde ses som relativt jämlika först när Spitfire Mk. IX introducerades i mitten på 1942.

### Vidare tjänstgöring

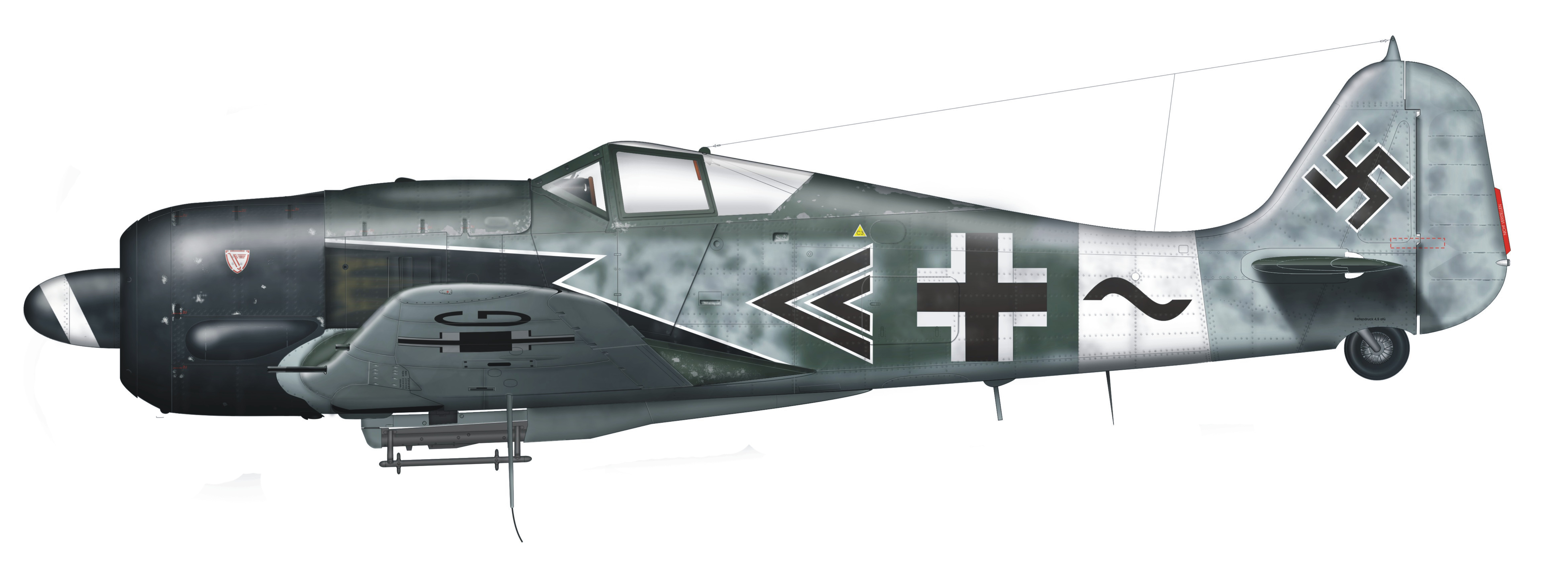
Fw 190 A-8

Fw 190 A visade sin effektivitet även mot den nya Spitfire Mk. IX under räden i Dieppe. Den 19 augusti 1942 satte RAF in 42 skvadroner Spitfire, bestående av Mk V, Mk VI och Mk IX. Tyskarnas besvarade detta med jaktplan från JG 2 och JG 26, både dessa använde sig av Fw 190 A. Efter denna strid där Spitfire och Fw 190 ställdes mot varandra hade de brittiska flygstyrkorna förlorat 106 plan, och Luftwaffe den betydligt lägre siffran 48, varav 24 var bombflygplan. De allierade piloterna gav Fw 190 smeknamnet "Butcher Bird". 
Fw 190 A fortsatte att utvecklas under de kommande åren, motorstyrkan gick bland annat från 1 539 hk i A-1 till 1 953 hk i A-8, och beväpningen gick från fyra 7,92 mm ksp samt två 20 mm akan i A-1, till två 13 mm tskp samt fyra 20 mm akan i A-8.

### Mot bombflygplan

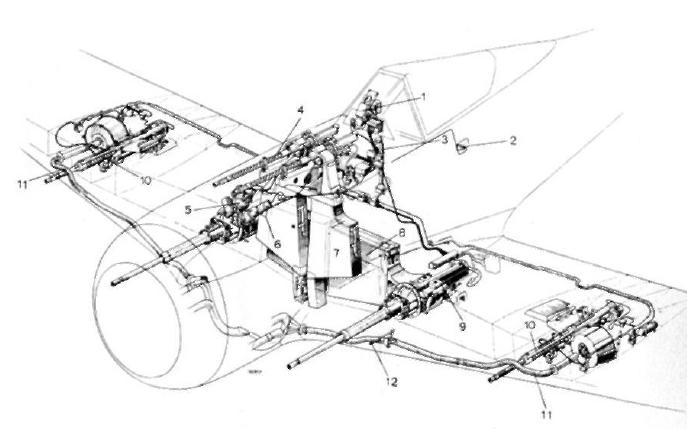
Vapenarrangemanget i Fw 190 A-5

Fw 190 var betydligt tyngre beväpnad än Bf 109, och lämpade sig därför bättre att ta sig an de stora formationerna av amerikanska bombflygplan som under dagtid bombade tyska städer. De tyska piloterna utvecklade taktiker mot de stora, tungt beväpnade och bepansrade allierade bombflygplanen. En av dessa var att, efter start, klättra upp till de allierade bombflygplanens höjd för att sedan göra att snabbt slag rakt i fronten på bombflygplansformationerna. Med denna taktik utsattes de tyska piloterna för de fientliga bombplanens defensiva eld under betydligt kortare tid än om de flög up bakom fienden. De tyska jaktplanen satte in hårt motstånd mot bombningen av städerna; under räden mot Schweinfurt och Regensburg i augusti och oktober 1943 sköts cirka 120 B-17 ned, och ytterligare 289 skadades.
Tyska piloter som George-Peter Eder (78 segrar) och Anton Hackl (192 segrar) sköt ned 36 respektive 34 tunga (fyrmotoriga) bombflygplan när de flög Fw 190.

### Fw 190 D & krigsslutet

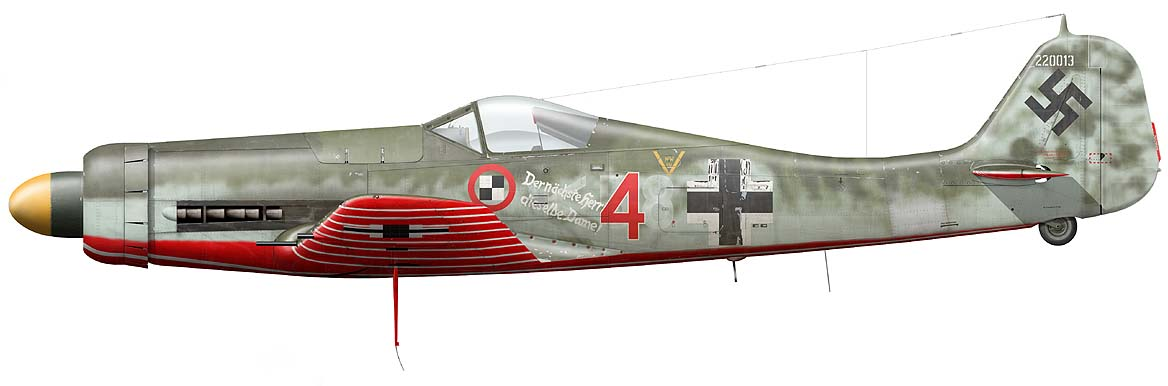
Fw 190 D-11 tillhörande JV 44, dessa hade som roll att täcka Me 262 som var sårbara vid start och landning. Undersidan på dessa plan målades tydligt röd och vit för att undvika vådabekämpning från det tyska luftvärnet.

Fw 190 Dora gick i tjänst sommaren 1944, när krigslyckan hade vänt för Tyskland och de gått om till en defensiv roll i kriget, med konstant brist på många kritiska tillgångar, bland annat bränsle och välutbildade piloter. Fw 190 D-9 hade prestanda som kunde mäta sig med den tidens mest avancerade allierade jaktflygplan, så som Spitfire Mk XIV och P-51D Mustang, men den genomsnittliga tyska piloten hade vid denna tidpunkt, på grund av stora förluster, sjunkit mycket i förmåga jämfört med tidigare.
Fw 190 D anses, tillsammans med Ta 152, av många vara ett av eller andra världskrigets bästa propellerdrivna jaktplan.
Av de piloter som flög både Bf 109 och Fw 190 upplevde många att de båda planen hade olika för- och nackdelar. Fritz Seyffardt (30 segrar) tyckte följande:
| ”                 | Under kriget flög jag Fw 190 A, F och G-modeller, samt även Messerschmitt Bf 109. Skillnaden mellan Fw 190 och Bf 109 var att det fanns mer utrymme i Focke-Wulfs cockpit och kontrollerna var enklare - till exempel var klaffar och trim elektriska. En annan skillnad var stabiliteten hos Fw 190. Tack vare dess genomvingade spryglar och breda landningsställ var maskinen betydligt mer stabil i luften, särskilt vid landning på ojämna fält. På hög höjd var motorns prestanda otillräcklig. Eldkraften var mycket bra. | „ |
| – Fritz Seyffardt | |   |

Det stora flygarässet Adolf Galland resonerade följande:
| ”               | Piloterna gillade Fw 190 mycket när det gällde hantering, prestanda och beväpning. Jämfört med Bf 109-serien på den tiden var Fw 190 överlägsen, men detta gällde inte på höjder över 8 000 meter (25 000 fot). Speciellt mot bombplan var Fw 190 långt överlägsen på grund av sin tunga beväpning, dess lägre känslighet för fiendeeld och dess bättre skydd för piloten. Alla dessa funktioner var fördelaktiga för bomb- och attack-operationer. | „ |
| – Adolf Galland | |   |

Fw 190 A-8 blev den mest tillverkade varianten av Fw 190.

## Fw 190 A

### Fw 190 A-1
- Fw 190 A-1 började tillverkas i juni 1941 och var den första serieproducerade modellen. De första planen levererades till en Erprobungsstaffel bildat från II./JG 26, för vidare utprovning. Efter utprovningen började hela JG 26 konvertera till Fw 190. A-1 var utrustad med en BMW 801C-1 motor som gav 1 539 hk (1 147 kW). Beväpningen bestod av två MG 17 monterade i nosen ovanpå motorn, två MG 17 monterade i vingrötterna samt två MG FF/M monterade i vingarna. Totalt tillverkades 102 stycken[23].

- Fw 190 A-2 började tillverkas i augusti 1941. De två MG 17 kulsprutorna monterade i vingrötterna byttes ut till två automatkanoner av typen MG 151/20 då en lämplig synkroniseringsmekanism nu fanns tillgänglig. Motorn byttes mot en BMW 801C-2 och genom att införa kylslitsar i sidan på motorkåpan så löste man problemet med överhettning av den bakre cylinderraden. Totalt byggdes 420 stycken Fw 190 A-2.[24]

- Fw 190 A-3 började tillverkas under våren 1942 med den kraftfullare BMW 801D-2 motorn. Den nya motorn hade en maximal effekt på 1 730 hk (1 290 kW) tack vare högre kompressionsförhållande och ökat laddtryck från kompressorn. Det ökade kompressionstrycket tvingade fram ett bränslebyte från B4 (87 oktan) till C3 (96 oktan). Flera olika Umrüst-Bausatze utvecklades speciellt för A-3, däribland:[24]
  - U3 - Jaktbombplan med ett ETC-501 bombfäste under flygkroppen som kunde bära en 500 kilos bomb eller en 300 liters fälltank, saknade MG FF automatkanonerna i vingen.
  - U4 - Spaningsversion med två RB 12.5 kameror som saknade MG FF automatkanonerna i vingarna.

- Fw 190 Aa-3 var en exportvariant av Fw 190 A-3, vilka 72 stycken levererades till Turkiet mellan oktober 1942 och mars 1943.[24]

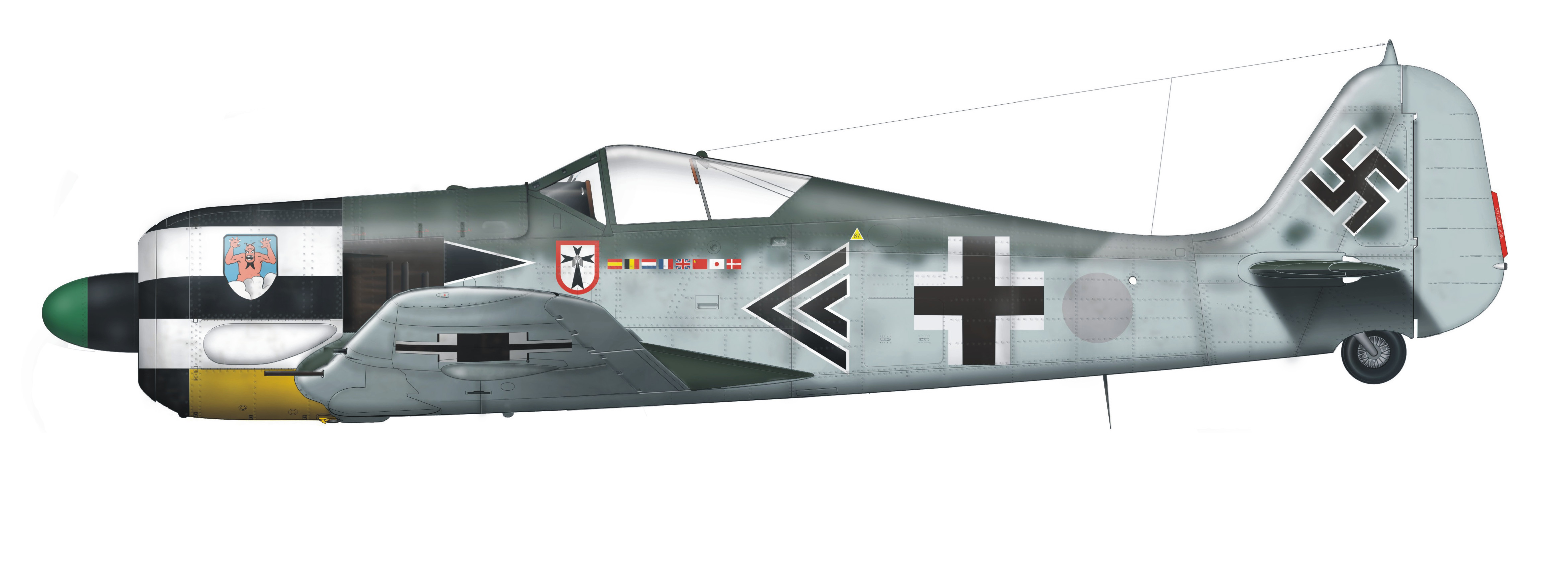
Fw 190 A-4

- Fw 190 A-4 började tillverkas i juni 1942. Den största skillnaden var att BMW 801D-2 motorn nu kunde användas med MW-50 systemet för att temporärt öka laddtryck och därigenom effekten till 2 100 hk (1 566 kW) under tio minuter. Men på grund av förseningar i produktionen av MW-50 systemet kom inga Fw 190 A-4 att levereras med systemet, i själva verket skulle den faktiska introduktionen av systemet dröja tills Fw 190 A-8 började levereras. Radio utrustningen uppgraderades från FuG 7a till den modernare FuG 16z. Totalt byggdes fler än 900 Fw 190 A-4. Flera olika Umrüst-Bausatze utvecklades speciellt för A-4, däribland:[24]
  - U1 - Jaktbombplan med ett ETC-501 bombfäste under flygkroppen som kunde bära en 500 kilos bomb eller en 300 liters fälltank, saknade MG FF automatkanonerna i vingarna.
  - U3 - Jaktbombplan med samma beväpning som Fw 190 A-4/U1 tjänade som grund till Fw 190 F-1
  - U4 - Spaningsversion med två RB 12.5 kameror som saknade MG FF automatkanonerna i vingen.
  - U7 - Höghöjdsjaktplan med kompressor
  - U8 - Jaktbombplan med lång räckvidd, hade en 300 liters fälltank under vardera vinge och bombställ under flygkroppen. Endast de två MG 151/20 i vingroten monterades. Varianten tjänade som grund till Fw 190 G-1.
  - R1 - Jaktplan utrustad med FuG 16ZE-radion
  - R6 - Jaktplan med två WGr. 21-raketer under vingarna. Endast ett exemplar byggt.

- Fw 190 A-5 började tillverkas i november 1942. Motorn var framflyttad något för att balansera konstruktionen, och denna version var bättre anpassad för ett större antal Umrüst-Bausatze, däribland[23]:
  - U2, ett nattjaktplan med flamdämpare för avgasrören, saknade de två yttersta automatkanonerna,
  - U3, ett jaktbombplan med ett ETC-501 bombfäste under flygkroppen som kunde bära en 500 kilos bomb eller en 300 liters fälltank, saknade helt beväpning i vingarna.
  - U4,  ett spaningsversion med två RB 12.5 kameror som saknade MG FF automatkanonerna i vingarna.
  - U7, ett jaktplan med två 30 mm automatkanoner i vingarna, antingen av modell Mk 103 eller Mk 108.
  - U8, ett jaktbombplan med lång räckvidd, hade en 300 liters fälltank under vardera vinge och bombställ under flygkroppen. Endast de två MG 151/20 i vingroten monterades. Varianten tjänade som grund till Fw 190 G-2.
  - U12, ett jaktplan med vapenkapslar av modell WB 151 under vingarna. Dessa kapslar höll två 20 mm MG 151 per kapsel, planet hade alltså totalt 6 × 20 mm MG 151.

- Fw 190 A-6 började tillverkas i maj 1943 och hade nya vingar som både hade lägre vikt och var starkare än de tidigare. Från och med denna modell ersattes MG FF/M akan med MG 151.

- Fw 190 A-7 började tillverkas i november 1943. Beväpningen ändrades ytterligare -  de två 7,92 mm kulsprutorna ersattes med de kraftfullare 13 mm MG 131.

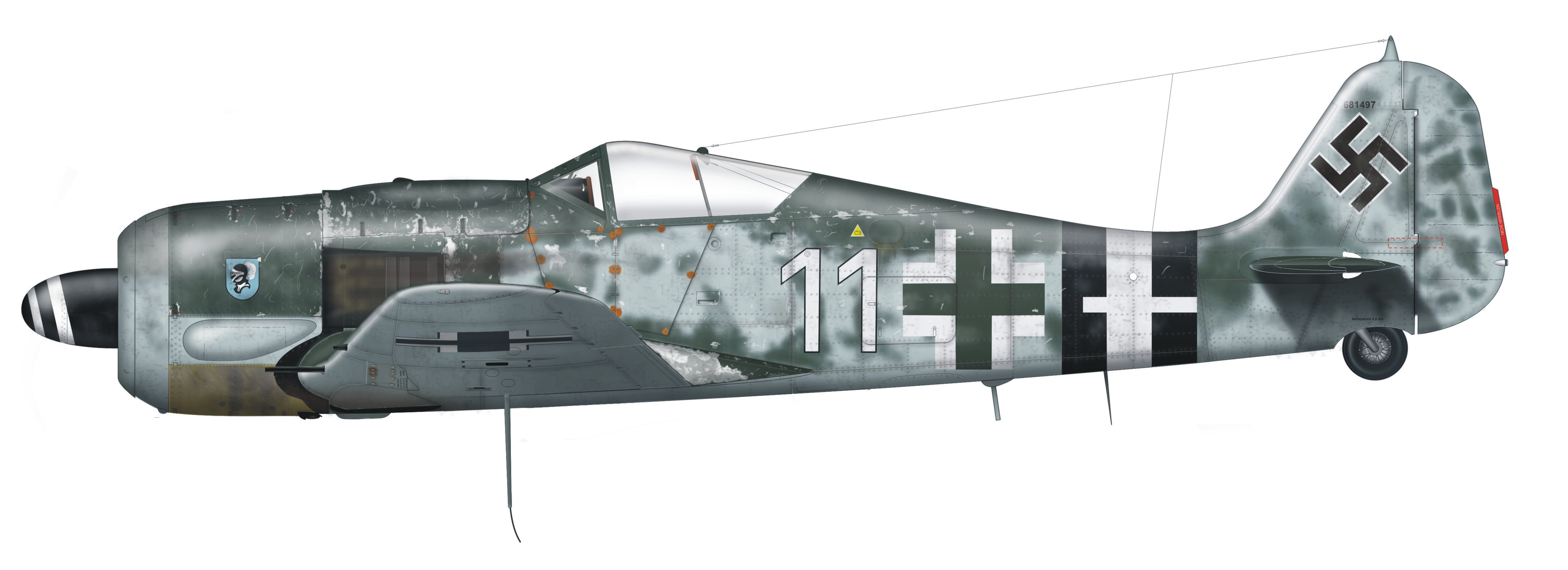
Fw 190 A-8

- Fw 190 A-8 började tillverkas i februari 1944. Detta var den sista massproducerade varianten av Fw 190 A. Drevs av en BMW 801 D-2 eller BMW 801Q med MW-50 och tillverkades i 6 550 exemplar fram till maj 1945. A-8 var i stort sett en förfinad A-7, med längre räckvidd.

- Fw 190 A-9 började tillverkas i september 1944 och planerades som en höghöjdsvariant av A-8. 660 tillverkades.

- Fw 190 A-10 var en planerad variant specialiserad på bekämpning av markmål, men nådde aldrig produktion[23].

## Fw 190 F
Fw 190 F var ett jaktbombplan, tänkt att bekämpa markmål, och baserad på Fw 190 A. Denna variant hade mer bepansring och var tänkt att ersätta Junkers Ju 87 Stuka från andra halvan av 1942. Tidigare hade flera Umrüst-Bausatze tillverkats för att konvertera Fw 190 A till jaktbombplan, men Fw 190 F var från grunden tänkt att fylla denna roll. 

### Fw 190 F-1
Fw 190 F-1 var baserad på Fw 190 A-4/U3

### Fw 190 F-2
Fw 190 F-2 var baserad på Fw 190 A-5/U3

### Fw 190 F-3
Fw 190 F-3 var baserad på Fw 190 A-5/U17

### Fw 190 F-8

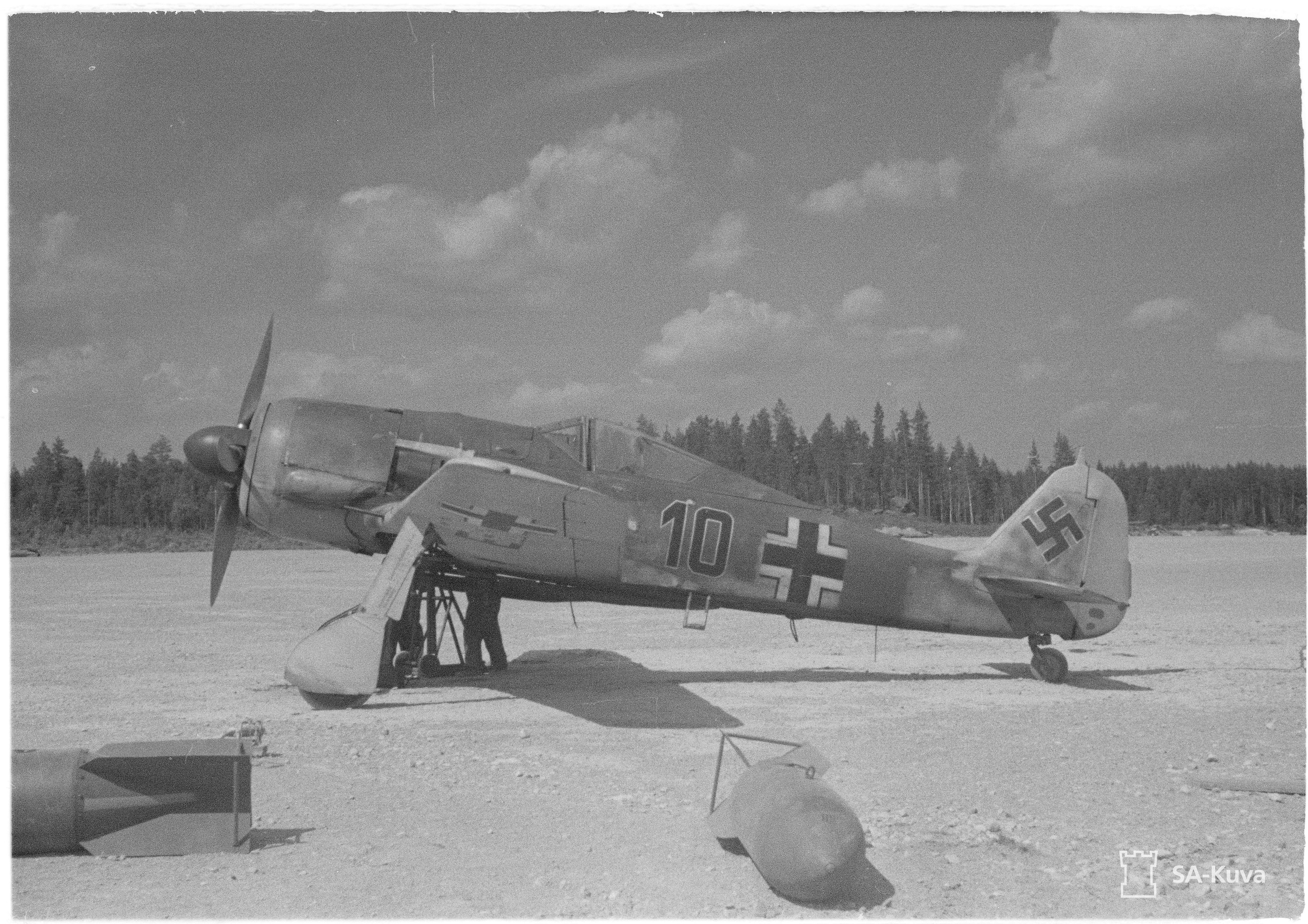
Fw 190 F-8 tillhörande Gefechtsverband Kuhlmey på den finska flygbasen Immola

Fw 190 F-8 var baserad på Fw 190 A-8. Flera olika Umrüst-Bausatze utvecklades speciellt för F-8, däribland:
- U1 - Jaktbombplan med lång räckvidd. Försedd med fästen och rörsystem för två 300 liters fälltankar under vingen.
- U2 - Torpedbombare, aldrig massproducerad.
- U3 - Torpedbombare, kunde bära en betydligt tyngre torped än U2, aldrig massproducerad.
- U4 - Nattjaktplan

### Fw 190 F-9
Fw 190 F-9 var baserad på Fw 190 A-9, och tros ha gått i någon form av serieproduktion.

## Fw 190 G
Fw 190 G var ett jaktbombplan med längre räckvidd än F-varianten, totalt byggdes cirka 1 300 exemplar. Varianten togs fram för att man förväntade sig att F-variantens räckvidd inte skulle räcka till på östfronten, som sträckte sig över mycket stora ytor. Den ökade räckvidden skulle uppnås genom att plocka bort de yttersta automatkanonerna samt kulsprutorna samt addera fälltankar under vingarna.

### Fw 190 G-1
Fw 190 G-1 var baserad på Fw 190 A-4/U8 

### Fw 190 G-2
Fw 190 G-2 var baserad på Fw 190 A-5/U8

### Fw 190 G-3
Fw 190 G-3 var baserad på Fw 190 A-6

### Fw 190 G-8
Fw 190 G-8 var baserad på Fw 190 A-8

## Fw 190 C

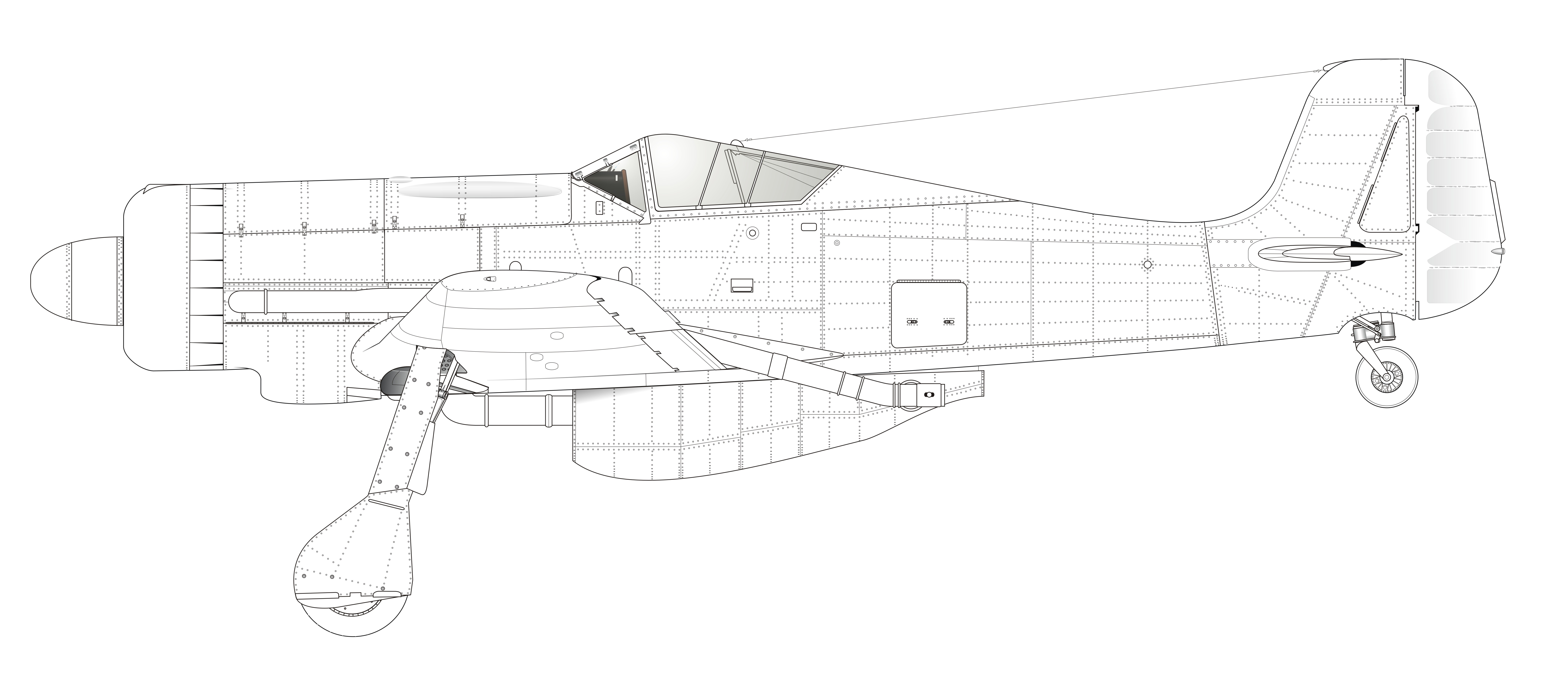
Fw 190 V18 (C)

Fw 190 C bestod av en serie prototyper som utvecklades från och med 1941, med syfte att montera en radmotor i Fw 190 som skulle ge planet avsevärt bättre höghöjdsprestanda i jämförelse med Fw 190 A, som drevs av stjärnmotorer. 
Motorn som valdes var Daimler-Benz DB 603, som var en större systermotor till DB 601. Denna större variant var vätskekyld och i inverterad V-konfiguration med 12 cylindrar. DB 603 monterades oftast i tvåmotoriga flygplan på grund av sin storlek. Prototyperna led av problem, bland annat överhettande turboladdare som gjorde att dessa bara kunde användas under korta perioder.
Arbetet startade 1941, och en rad prototyper producerades och testades från februari 1942 innan projektet lades ned i februari 1943 till förmån för Fw 190 D och Ta 152.

### Fw 190 V13
Den första prototypen, driven av en DB 603A som producerade 1 750 hk, kraschade och skrotades därefter i juli 1942.

### Fw 190 V15
Andra prototypen, kännetecknades av två stora, långa avgasrör som gick från motorn över vingarna och slutade under bakdelen av flygkroppen.

### Fw 190 V16-V18
En serie prototyper byggdes, och skildes åt i bestyckning, propellertyp, turboladdartyp och en rad andra detaljer. Prototypen V18 nådde i maj 1943 670 km/h vid hela 11 000 meter.

### Fw 190 V29-V33
Denna serie prototyper drevs av DB 603S. 

### Fw 190 C-1 & C-2
Dessa planerades vara produktionsvarianterna. C-1 skulle vara utan tryckkabin och bestyckad med två 13 mm MG 131 tskp, samt två 20 mm MG 151 akan i vingrötterna. C-2 skulle vara med tryckkabin och bestyckad med två 20 mm akan i vingrötterna samt en 30 mm akan som sköt genom propellernavet. 
727 exemplar av Fw 190 C beställdes av RLM, men denna order kancellerades då det blev klart att Fw 190 D och Ta 152 hade både större potential och färre problem i sin utveckling.

### Fw 190 D
Fw 190 D var radmotorvarianten och producerades i cirka 650-700 exemplar.

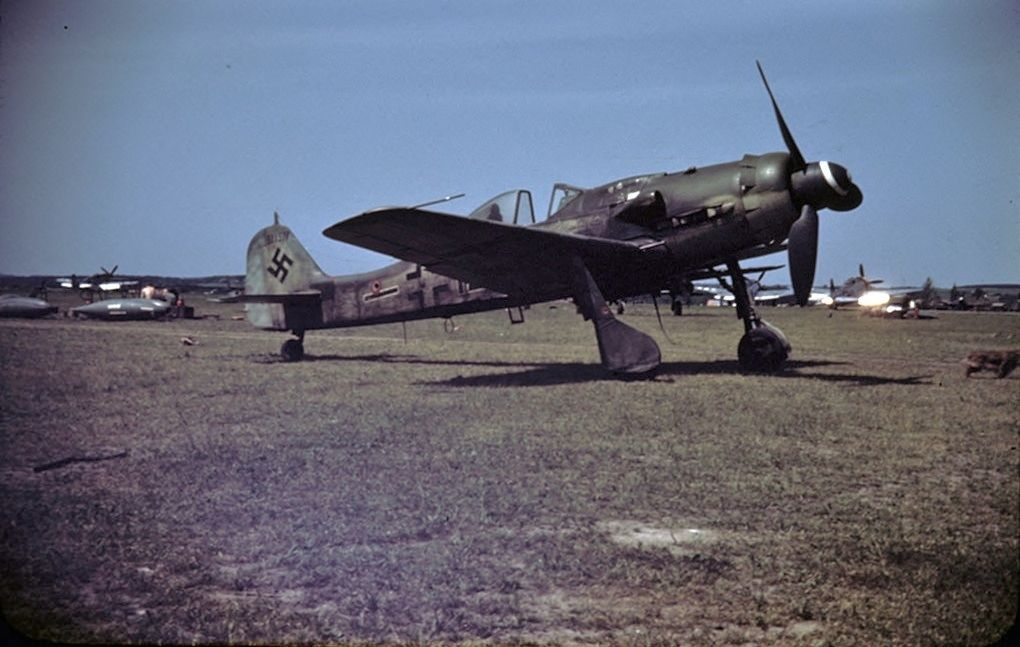
Fw 190 D-9

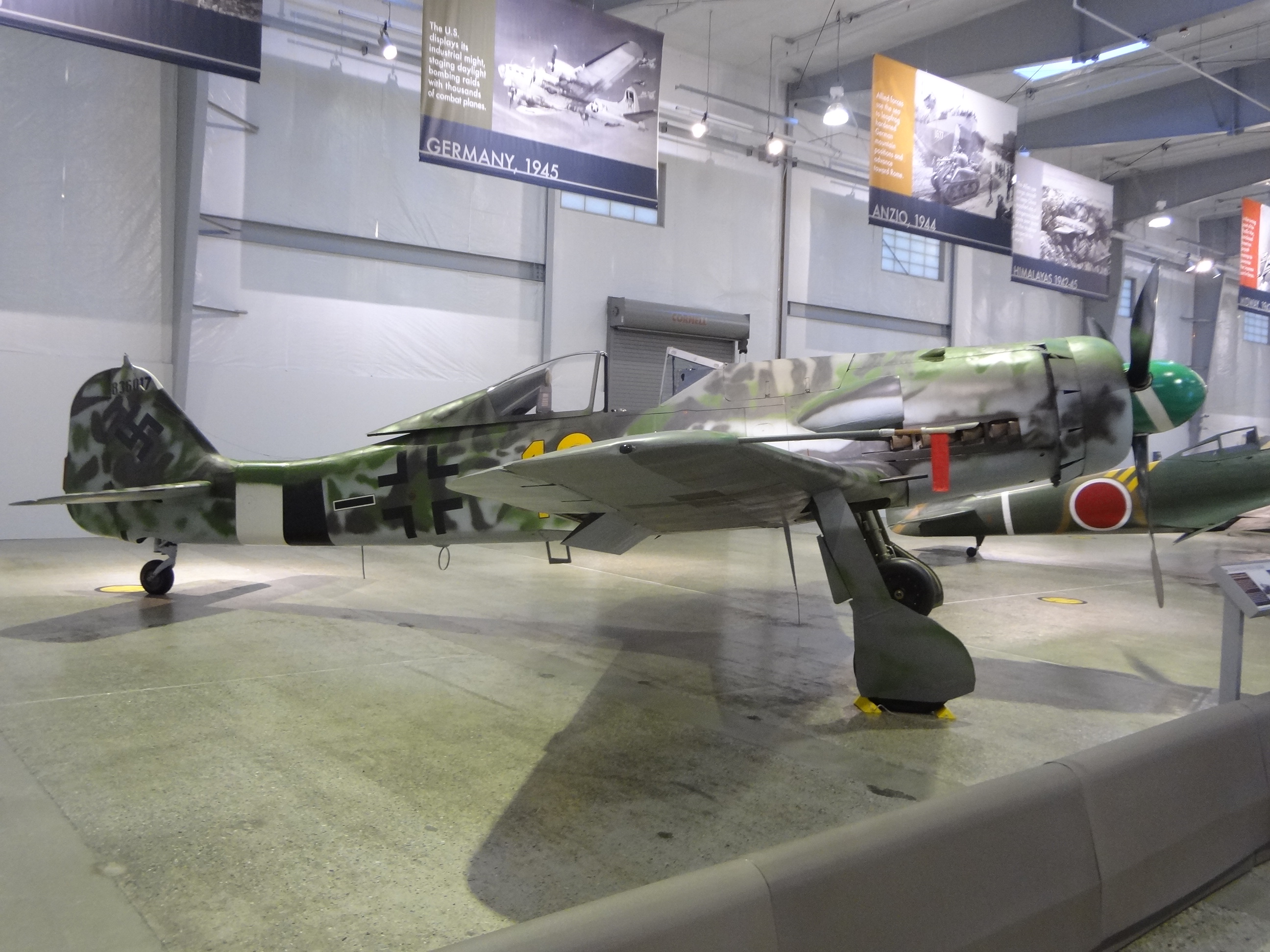
Fw 190 D-13

- Fw 190 D-9 var den första och huvudsakliga produktionsvarianten. Motorn var en Jumo 213A och beväpningen bestod av två 20 mm automatkanoner i vingrötterna samt två 13 mm kulsprutor ovanför motorn.

- Fw 190 D-10 var en version med tyngre beväpning, ursprungligen planerat att inkludera en 30 mm Mk 108 som skulle skjuta genom propellernavet och ersätta de två 13 mm kulsprutorna, dessa visade sig inte vara möjligt varför 30 mm Mk 108-kanonen ersattes med en 20 mm MG 151. Två Fw 190 D-9 ska ha konverterats till D-10[10].

- Fw 190 D-11 var en mycket tungt beväpnad version där två 30 mm Mk 108 monterades i vingarna tillsammans med de existerande 20 mm automatkanonerna. Motorn uppgraderades till en Jumo 213F som hade en förbättrad kompressor. 7 prototyper producerades[10].

- Fw 190 D-12 var ett återvändande till projektet att montera en 30 mm Mk 108 som skulle skjuta genom propellernavet, annars lik D-11. Två prototyper byggdes[10].

- Fw 190 D-13 var lik D-12 men med en 20 mm MG 151 istället för 30 mm Mk 108, för totalt tre 20 mm automatkanoner. Ett oklart antal byggdes, varav en finns bevarad i USA[28].

## Källhänvisningar